# Niendorf
Niendorf è una località del comune di Siemz-Niendorf nel Meclemburgo-Pomerania Anteriore, in Germania.

Appartiene al circondario (Landkreis) del Meclemburgo Nordoccidentale (targa NWM) ed è parte della comunità amministrativa (Amt) Schönberger Land.
Già comune autonomo, il 26 maggio del 2019 è stato fuso con il vicino comune di Groß Siemz per costituire il nuovo comune di Siemz-Niendorf.